# Gustaf Douglas (1648–1705)
Gustaf Douglas, född 23 maj 1648 i Stockholm, död 24 juli 1705 i Stockholm, var en svensk greve, militär och ämbetsman.

## Biografi
Gustaf Douglas föddes 1648 i Stockholm. Han var son till riksrådet och fältmarskalken, greve Robert Douglas och Hedvig Mörner. Douglas blev 1668 kornett vid C. G. Wrangels livkompani, 1 december 1671 löjtnant vid Livgardet, 15 juli 1672 kapten vid Livgardet, 28 november 1673 major och 13 februari 1676 överstelöjtnant. Han deltog i slaget vid Lund och var från 31 juli 1677 till 3 december 1679 överste vid skånska och bohuslänska dragonerna, då han fick i uppdrag att uppsätta ett värvat regemente. Douglas blev 4 juni 1692 landshövding i Västerbottens län och lappmarkerna. Han avled 1705 i Stockholm och begravdes i Douglaska graven i Vreta klosters kyrka.

### Egendom
Douglas var greve till Stjärnorps slott, friherre till Älvgärde i Rasbo socken samt innehavare av Nederängen i Vidbo socken och Spannarps herrgård i Ausås socken.

### Familj
Douglas gifte sig 4 augusti 1680 i Stockholm med grevinnan Beata Margareta Stenbock (1661–1735), dotter till riksrådet och riksamiralen, greve Gustaf Otto Stenbock, och grevinnan Christina Catharina De la Gardie. De fick tillsammans barnen Hedvig Douglas (1681–1761) som var gift med presidenten, friherre Gustaf Rålamb, generalmajoren Vilhelm Douglas (1683–1763), Christina Catharina Douglas (1684–1747) som var gift med landshövdingen, friherre Claes Rålamb, generalen Gustaf Otto Douglas (1687–1771), Carl Douglas (1688–1688), Acel Douglas (1689–1693), Ulrika Eleonora Douglas (1691–1698), löjtnanten Jakob Douglas (1693–1710), Beata Margareta Douglas (1694–1773) som var gift med landshövdingen Gabriel Falkenberg af Trystorp, Ebba Charlotta Douglas (1696–1773) som var gift med presidenten, friherre Conrad Ribbing af Zernava, Carl Ulrik Douglas (1699–1700) och fänriken Johan Gabriel Douglas (1700–1729).